# Mastacembelus moeruensis
Mastacembelus moeruensis és una espècie de peix pertanyent a la família dels mastacembèlids.

## Descripció
- Fa 26,5 cm de llargària màxima.[5][6]

## Hàbitat
És un peix d'aigua dolça, bentopelàgic i de clima tropical.

## Distribució geogràfica
Es troba a Àfrica: llac Mweru i la part meridional de la conca superior del riu Congo.

## Observacions
És inofensiu per als humans.